# L'ottavo nano
L'ottavo nano è stata una trasmissione comica e satirica ideata da Serena Dandini e Corrado Guzzanti in dieci puntate, andata in onda tra il 16 gennaio e il 27 marzo 2001 su Rai 2 e condotta da Serena Dandini.

## Il programma
Nel programma erano presenti vari comici come l'autore Corrado Guzzanti e la sorella Caterina, Neri Marcorè, Giobbe Covatta, Ficarra e Picone, Marina Massironi, Rosalia Porcaro, Marco Marzocca, Marco Della Noce e altri, spesso travestiti da personaggi televisivi e politici, tra i quali: Gabriele La Porta, Antonello Venditti, Walter Veltroni, Fausto Bertinotti, Francesco Rutelli e Francesco Boni, impersonati da Guzzanti, e Maurizio Gasparri, Pier Ferdinando Casini e Alberto Angela, impersonati da Marcorè. Inoltre i comici presentavano anche personaggi inventati, tra i quali: Vulvia, Brunello Robertetti, Quelo, interpretati da Guzzanti; il Conte Swaronsky, interpretato da Marcorè; Sturby, interpretato da Marzocca, e Snack e Gnola, interpretati da Guzzanti e dalla Massironi. Questi interventi avvenivano in studio, come interviste, o tramite "collegamenti" esterni con inviati o fantomatiche emittenti locali, stratagemma narrativo questo precedentemente adottato anche in trasmissioni come ad esempio Avanzi o Pippo Chennedy Show.
Ad affiancare il cast comico intervenivano nel programma svariati ospiti, in particolare musicisti presentati come ospiti stranieri con uno pseudonimo, così ad esempio Carmen Consoli veniva presentata come Carmencita Consolação, Marina Rei come Marina Reggae, Max Gazzè come The Gazness e così via (fatta eccezione per Pino Daniele, che fu ospite nel ruolo di se stesso). Ad accompagnare gli ospiti, suonare gli stacchetti musicali e la sigla vi era inoltre la Ottavo Nano Band, capitanata da Lele Marchitelli, autore delle musiche della trasmissione e già collaboratore in precedenza delle trasmissioni condotte da Serena Dandini e Corrado Guzzanti. La Ottavo Nano Band era composta da: Alfonso Deidda, Dario Deidda, Chicco Gussoni, Cristiano Micalizzi, Claudio Passavanti, Ernesttico, Sara Berni, Giada Nobile.
Del cast fisso della trasmissione Francesco Paolantoni (che impersonava il coreografo Cicocò, l'opinionista Vanessa e il Capitano Kirk in un collegamento "dallo spazio") abbandonò la trasmissione dopo le sole prime due puntate. Paolantoni dichiarò che questo avvenne a causa di impegni lavorativi cinematografici, nonostante in un primo tempo si fossero diffuse voci di dissapori tra lui e Guzzanti e la Dandini. La trasmissione inizialmente faticò a fare breccia, ma la presenza del personaggio di Antonello Venditti interpretato da Corrado Guzzanti e la sua canzone Tutto Roma (anche nota come Grande raccordo anulare), divenne un tormentone e primo successo della trasmissione, grazie a Internet che lo trasformò in un cult.
Dopo alcune puntate intervennero come ospiti Antonio e Michele, già precedentemente nel cast fisso di Pippo Chennedy Show, che ripresero in parte i personaggi già interpretati. Nelle ultime puntate divennero ospiti fissi della trasmissione Claudia Gerini (che interpretava Angela Angela, la nemesi di Vulvia; Lady Cool; la Fata Turchina) e Sabina Guzzanti (che interpretava Silvio Berlusconi, parlando dai celebri manifesti elettorali della campagna elettorale del 2001).
Dal 20 aprile al 1º giugno 2001 la banda de L'ottavo nano tornò in tv con L'ottavo nano e 1/2, sette puntate con il meglio di, trasmesse il venerdì in seconda serata sempre su Rai 2.

## Cast

### Cast fisso
- Giobbe Covatta - Ciro, Padre Pio
- Serena Dandini - conduttrice
- Marco Della Noce - direttore di studio Larsen, comandante dei Nocs
- Ficarra e Picone - i due militanti della "base" della sezione DS di Palermo, pompieri
- Corrado Guzzanti - Vulvia, Brunello Robertetti, Quelo, Gabriele La Porta, Antonello Venditti, Walter Veltroni, Fausto Bertinotti, Francesco Rutelli, Dottor Armà, Snack, Umberto Bossi, Padre Pio, Gianfranco Funari e altri
- Caterina Guzzanti - Biondic, Federica Panicucci
- Lillo & Greg - Claudio Gregori e Milozzi
- Neri Marcorè - Conte Swaronsky, Maurizio Gasparri, Pier Ferdinando Casini, Alberto Angela, Padre Pio, Silvio Berlusconi e altri
- Marco Marzocca - Sturby, notaio, fratello di Biondic, assistente del Dottor Armà, ostaggio di Gabriele La Porta
- Marina Massironi - Gnola
- Francesco Paolantoni - coreografo Cicocò, Vanessa, Capitano Kirk, Padre Pio
- Germana Pasquero - contessina Olga, Livia Turco
- Rosalia Porcaro - Natasha, Anna La Rosa

### Ospiti
- Alberto Angela (decima puntata)
- Alex Britti: Britti King (prima puntata)
- Antonio e Michele (varie puntate)
- Bollywood Brass Band (varie puntate)
- Claudia Gerini: Angela Angela, Lady Cool, Fata Turchina (ottava, nona e decima puntata)
- Carmen Consoli: Carmencita Consolação (quinta puntata)
- Joaquín Cortés (decima puntata)
- Marina Rei: Marina Reggae (ottava puntata)
- Max Gazzè: The Gazness (seconda puntata)
- Niccolò Fabi: Nic Fabi Junior (sesta puntata)
- Paola Turci: Paula Vicious (nona puntata)
- Pino Daniele (decima puntata)
- Sabina Guzzanti: Silvio Berlusconi (nona e decima puntata)
- Samuele Bersani: Samuel & Garfunkel (terza puntata)
- Valentina OK (settima puntata)

## Puntate
| nº | Ospiti | Prima TV         |
| -- | --- | ---------------- |
| 1  | Alex Britti (Britti King), Bollywood Brass Band                                                                                      | 16 gennaio 2001  |
| 2  | Max Gazzè (The Gazness), Bollywood Brass Band                                                                                        | 23 gennaio 2001  |
| 3  | Samuele Bersani (Samuel & Garfunkel), Bollywood Brass Band                                                                           | 30 gennaio 2001  |
| 4  | Antonio e Michele | 6 febbraio 2001  |
| 5  | Carmen Consoli (Carmencita Consolação), Antonio e Michele                                                                            | 13 febbraio 2001 |
| 6  | Niccolò Fabi (Nic Fabi Junior), Michele                                                                                              | 20 febbraio 2001 |
| 7  | Valentina | 6 marzo 2001     |
| 8  | Marina Rei (Marina Reggae), Antonio e Michele, Claudia Gerini (Angela Angela)                                                        | 13 marzo 2001    |
| 9  | Claudia Gerini (Lady Cool), Sabina Guzzanti (Silvio Berlusconi), Paola Turci (Paula Vicious), Antonio e Michele                      | 20 marzo 2001    |
| 10 | Alberto Angela, Joaquín Cortés, Pino Daniele, Claudia Gerini (Fata Turchina), Sabina Guzzanti (Silvio Berlusconi), Antonio e Michele | 27 marzo 2001    |

## Sketch

### Collegamenti
- Alberto Angela. In ogni puntata (tranne la penultima) viene lanciato un collegamento con Rieducational Channel, presentato da Vulvia, che introduce un documentario di Alberto Angela di tema archeologico. Nel documentario l'imitazione di Angela, fatta da Neri Marcorè, presenta una qualsiasi ambientazione moderna (un supermercato come una gioielleria) come un sito archeologico scambiandone le suppellettili per reperti archeologici. Nell'ultima puntata il conduttore si sdoppia (con la partecipazione del vero Alberto Angela) e infine arriva nello studio della trasmissione, dove incontra Vulvia, con la quale finisce per ballare.
- Capitano Kirk. Durante le prime due puntate avviene un collegamento con il Capitano Kirk (Francesco Paolantoni) che fluttua nel vuoto dello spazio.
- Claudio Gregori. Il giornalista professionista Claudio Gregori si collega per servizi giornalistici in esterni, ma viene puntualmente interrotto da Milozzi (Pasquale Petrolo) che saluta.
- Il Conte Swaronsky. Durante la prima puntata viene riesumato il fantomatico sceneggiato Rai in bianco e nero Il Conte Swaronsky, ambientato nella Russia dell'Ottocento e in cui vi figurano il Conte Swaronsky (Neri Marcorè), appunto, un nobile russo in abiti da ussaro, e la Contessina Olga (Germana Pasquero). Durante la messa in onda dello sceneggiato, il Conte esce dallo schermo (così come avviene per Tom Baxter ne La rosa purpurea del Cairo) e diviene ospite fisso della trasmissione. Con il passare del tempo il conte abbandona le sue battute ripetitive, parte della sceneggiatura della miniserie televisiva, per modernizzarsi e diventare un moderno sciupafemmine. Alla fine, mentre la contessina Olga si innamora di Larsen ed esce anch'essa dallo schermo per vivere nel mondo reale, il conte, perseguitato dai debitori, desidererebbe tornare nello sceneggiato, ma senza successo. Finisce per innamorarsi di Serena Dandini nell'ultima puntata.
- La Base. Durante la trasmissione ci si collega spesso con una sezione di Palermo dei DS in cui due militanti in stile démodé (Ficarra e Picone), desiderosi di aprire un dialogo tra i vertici del partito e "la base", mettono a disposizione una linea telefonica per permettere agli elettori della sinistra di chiamare e porre una domanda. Nel corso delle puntate non chiama mai nessuno e così i due partono per Roma per fare visita a Walter Veltroni (Corrado Guzzanti) e Livia Turco (Germana Pasquero), così da ottenere delle risposte, rimanendo però anche in questo caso delusi.
- La porta dell'anima. Parodia delle trasmissioni notturne condotte da Gabriele La Porta, presenta il conduttore, impersonato da Corrado Guzzanti, collegarsi dal suo studio per parlare di filosofia, esibire vari libri e leggere missive alla trasmissione, fornendo interpretazioni e traduzioni del tutto personali (ogni parola per lui deriva dal greco e significa "saggezza"). Per poter condurre la sua trasmissione, tiene in ostaggio un personaggio chiamato prima Franco Zappetti e poi Ugo Lombardi (interpretato da Marco Marzocca), legato sulla sedia o a una colonna, minacciando di ucciderlo. Oltre ad aver preso in ostaggio Serena Dandini dopo aver invaso gli studi de L'ottavo nano, ospiti-ostaggi della sua trasmissione sono stati anche Elio Vito (interpretato da Neri Marcorè), Natasha (Rosalia Porcaro), Gabriele La Porta stesso (sempre interpretato da Guzzanti) e Gianfranco Funari (Corrado Guzzanti). Alla fine viene rimpiazzato da Gianni Baget Bozzo (sempre impersonato da Guzzanti), che lo fa svanire e uccide l'ostaggio, prendendo possesso della trasmissione.
- Politikamon. Tra le strisce satiriche presentate in questo programma televisivo si ricorda quella dei Politikamon, parodia dei Pokémon e dei Digimon, all'epoca ambedue anime di successo, sostituiti da personaggi politici. Questi si scontrano in improbabili battaglie usando le loro "mosse di combattimento". I personaggi politici parodiati vengono posizionati al comando di "branchi" (ovvero i partiti), a loro volta parodia di quelli reali.

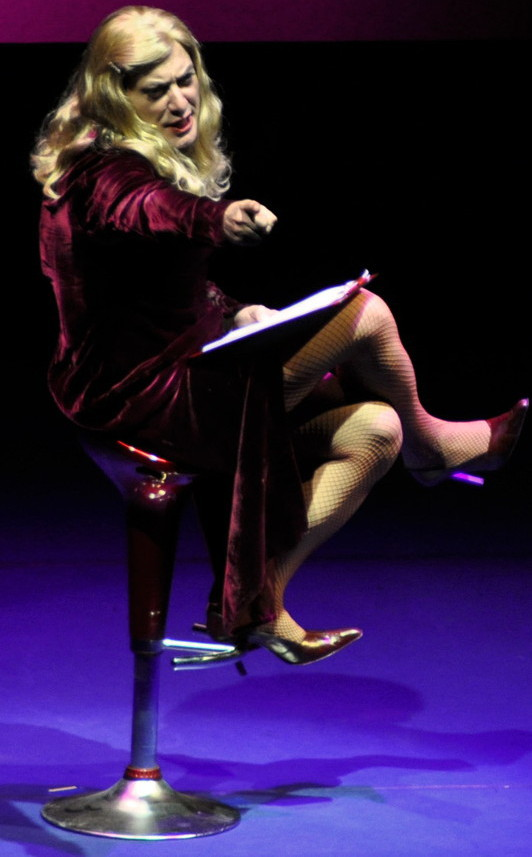
Vulvia

- Rieducation Channel. Dallo studio ci si collega più volte durante la trasmissione con questo canale fittizio, parodia di Discovery Channel. A presentare le anticipazioni di Rieducational Channel è Vulvia, uno dei personaggi-tormentone interpretati da Corrado Guzzanti. Vestita in abito rosso da sera, parrucca alla Veronica Lake, con un pesantissimo accento romanesco, Vulvia è la parodia delle conduttrici di reti satellitari come Discovery Channel. Vulvia fa servizi su tutto, dai dinosauri alle lucertole, dalle antiche civiltà scomparse ai cavalieri medievali, tutti servizi accomunati dal fatto di compiersi con una battuta inopportuna da parte della stessa Vulvia, che così facendo ne rovina il messaggio. Il servizio si conclude con il canonico messaggio: "Sapevatelo, su Rieducational Channel!". I suoi servizi preferiti sono quelli sugli imbuti, parola che però lei non riesce a dire correttamente, pronunciandola come "'mbuto", termine che divenne subito un tormentone nel linguaggio specialmente giovanile dell'epoca. Leit motiv di Vulvia è anche la presunta preferenza data nel canale alla famiglia Angela, di cui presenta i documentari di Alberto Angela. Nell'ottava puntata Vulvia viene momentaneamente sostituita da Angela Angela, fantomatica sorella di Alberto interpretata da Claudia Gerini, che però viene sconfitta da un enorme imbuto.
- Snack & Gnola. Coppia di telepredicatori interpretati da Corrado Guzzanti (Snack) e Marina Massironi (Gnola), che parodia la reale coppia di telepredicatori Chuck e Nora, allora in onda su TBNE.
- Spot. Spesso, la trasmissione dallo studio viene interrotta da alcuni brevi spot satirici, interpretati da Corrado Guzzanti, Neri Marcorè, Giobbe Covatta o altri ancora. "La Casa delle Libertà" è una parodia della mentalità menefreghista e individualista che secondo gli interpreti dello spot dominerebbe tra gli elettori del Centrodestra. In "Casini: una guida sicura" Pier Ferdinando Casini inizia provando un ammorbante spot elettorale, che viene subito interrotto dalla telefonata di Berlusconi, che gli si rivolge, atteggiandosi a suo padrone, per chiedergli le condizioni dell'automobile a cui è addetto. "Centrodestra VS Centrosinistra" mostra il resoconto di una partita di calcio dove ogni azione spontanea da parte della squadra dell'Ulivo è chiaramente volta a garantire la vittoria alla squadra avversaria della Casa delle Libertà. Lo spot elettorale del centro-sinistra di Francesco Rutelli, impersonato da Guzzanti, ne mostra i tentativi (che puntualmente vanno a vuoto) di illustrare il proprio programma elettorale. La parodia delle fiction su Padre Pio realizzate da Rai, Mediaset e Telemontecarlo ha quattro diversi Padre Pio interpretati da Corrado Guzzanti, Neri Marcorè, Francesco Paolantoni e Giobbe Covatta accompagnato da un cane, quest'ultimo nella fantomatica serie Tequila e Padre Pio.[6] La parodia provocò la reazione dei frati cappuccini di San Giovanni Rotondo, facendo finire gli ideatori del programma davanti alla commissione di vigilanza Rai.[6]
- Tele Proboscide. Dopo qualche puntata, dallo studio ci si collega frequentemente con la fantomatica Tele Proboscide (parodia di Tele Elefante) e con le aste di quadri condotte dal Dottor Armà, una parodia di Francesco Boni, impersonato da Corrado Guzzanti, in cui vengono venduti improbabili dipinti contemporanei di arte concettuale di artisti che sfoggiano nomi come Franco Staccolanana, Giulio Carciofano o Tonino Mutandari. Nei suoi sketch, Guzzanti è accompagnato da un assistente interpretato da Marco Marzocca dall'andatura ciondolante e lo sguardo stralunato.

### Personaggi in studio

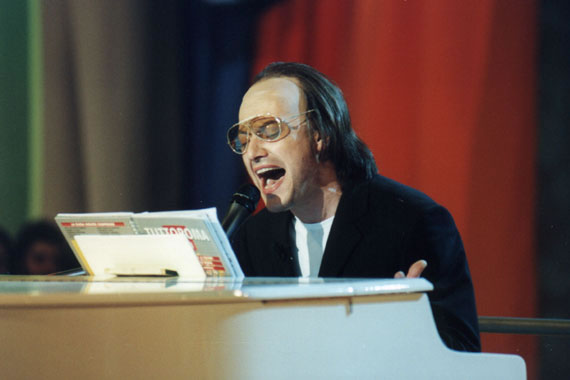
Antonello Venditti impersonato da Corrado Guzzanti.

- Antonello Venditti. Uno dei personaggi che ebbe maggior successo nella trasmissione fu l'imitazione di Antonello Venditti per opera di Corrado Guzzanti. Fa il suo esordio nei primissimi episodi del programma con la sua nuova canzone Tutto Roma, che rifà il verso ad alcuni dei grandi successi del cantante romano come, ad esempio, Roma capoccia. Questa volta Venditti non canta né di licei, né di birrerie, ma dell'anello autostradale che circonda la città capitolina: il Grande Raccordo Anulare. Venditti racconta di cosa si può trovare alle varie uscite di questa grande strada: dai distributori automatici di sigarette che non rilasciano il resto, fino ai travestiti che, nel tentativo di operarsi per diventare donne, hanno l'ormone sbagliato e vogliono un milione; dai vigili urbani dalla ganascia facile ai semafori che saltano i colori e possono provocare incidenti. Venditti canta senza mai stancarsi: inutili sono i tentativi della Dandini di fermarlo per permettere alla trasmissione di chiudere; il Venditti di Guzzanti risponde anche alle domande dei presenti in studio che chiedono indicazioni stradali. Il personaggio di Antonello Venditti interpretato da Guzzanti ottenne un grande successo diventando un cult dell'allora esordiente Internet.[3] Il successo fu tale che il brano Tutto Roma venne presentato alla grande festa che si tenne nel 2001 al Circo Massimo di Roma, quando la Roma vinse lo scudetto[7], e fu inserito nell'album live Circo Massimo 2001 che Venditti registrò in quell'occasione.[8]
- Biondic. La prima ballerina Biondic è una soubrette moldava che arriva sempre in ritardo e viene intervistata da Serena Dandini. Il suo tormentone era "Guarda che è vero, che non ci credi?" e in alcune puntate si vide anche accompagnata dal suo rude fratello (interpretato da Marco Marzocca).
- Cicocò. Nelle prime puntate della trasmissione Francesco Paolantoni impersona il coreografo Cicocò.
- Ciro Ciro. Ciro Ciro è un imprenditore napoletano senza scrupoli, interpretato da Giobbe Covatta, ospite fisso in studio, dove viene intervistato da Serena Dandini. Ha sempre dei metodi poco ortodossi per la produzione dei beni delle sue industrie, che vanno dai giocattoli fino all'acciaieria.
- Francesco Rutelli. Tra gli ospiti fissi intervistati in studio vi è Francesco Rutelli, impersonato da Corrado Guzzanti, mischiando le caratteristiche fisiche di Rutelli con la parlata e la gestualità di Alberto Sordi. In una puntata, dopo la visita a Londra del candidato del centro-sinistra a Tony Blair, Guzzanti caratterizza Rutelli con abiti e caratteristiche tipiche del personaggio di Dante Fontana, interpretato da Sordi nel film Fumo di Londra del 1966. A circa metà della messa in onda delle puntate della trasmissione, Rutelli diviene anche protagonista di una serie di spot elettorali, in cui lo si vede a bordo di un treno tentando di spiegare il proprio programma agli elettori, venendo però puntualmente interrotto dai più disparati eventi.
- Natasha. La cantante neomelodica Natasha, interpretata da Rosalia Porcaro, è ospite fissa in trasmissione presentando varie versioni e remix del suo successo Sesso senza cuore. Il personaggio trae ispirazione dalla cantante transgender Valentina OK ed era già apparso precedentemente su emittenti locali napoletane.
- Sturby. "Sturby robottino tuttofare" è un pupazzetto-bambolotto, interpretato da Marco Marzocca, caratterizzato da diversi problemi di funzionamento, da pianti infantili e dal continuo intonare una canzoncina sulle sue batterie ("Tirù, tirù, tirutù. A me fanno molto bene le pile alcaline"). Il suo nome deriva da quello dell'allora celebre pupazzetto Furby, di cui rappresenta una parodia imitandone la voce e il linguaggio. Dopo un po', a causa dei malfunzionamenti, viene buttato via e sostituito da un modello più avanzato e maleducato, ma viene recuperato dal Venditti-Guzzanti. Nella decima puntata, dopo che gli è stata raccontata la favola di Pinocchio, Sturby esprime il desiderio di venire trasformato in un bambino vero, venendo esaudito dalla Fata Turchina (Claudia Gerini). L'idea di Sturby venne a Marzocca dopo che la moglie gli regalò un Furby: all'inizio l'attore era molto contento del pupazzetto, ma si rese conto che era un vero tormento quando cercava di lavorare o concentrarsi.[senza fonte]

## Opere derivate
- Dallo spettacolo è stato tratto l'album L'ottavo nano, pubblicato in CD e musicassetta dalla EMI nel 2001, contenente numerose canzoni interpretate dai comici protagonisti del varietà, dagli ospiti che vi figurano con degli pseudonimi o gli stacchi strumentali interpretati dalla Ottavo Nano Band.[9]
- Nel 2009 è stato pubblicato il libro L'ottavo nano nella collana Senzafiltro della Biblioteca Universale Rizzoli con in allegato 5 DVD contenenti la versione integrale del programma.